# Max Kruse
Maximilian 'Max' Kruse (Reinbek, 19 de março de 1988) é um ex-futebolista alemão que atuava como atacante. 

## Carreira
Iniciou profissionalmente no Werder Bremen, e posteriormente jogou também pelo St. Pauli, Freiburg, Borussia Mönchengladbach e Wolfsburg.

## Títulos
Wolfsburg
- Supercopa da Alemanha: 2015

## Seleção Nacional
Estreou pela Seleção Alemã principal no dia 29 de maio de 2013, em um amistoso contra o Equador.
Pela Seleção Alemã Sub-23, foi convocado para a disputa das Olimpíadas de Tokyo de 2020.